# Xã Concord, Quận Miami, Ohio
Xã Concord (tiếng Anh: Concord Township) là một xã thuộc quận Miami, tiểu bang Ohio, Hoa Kỳ. Năm 2010, dân số của xã này là 30.353 người.